# Juan Gregorio Navarro Floria

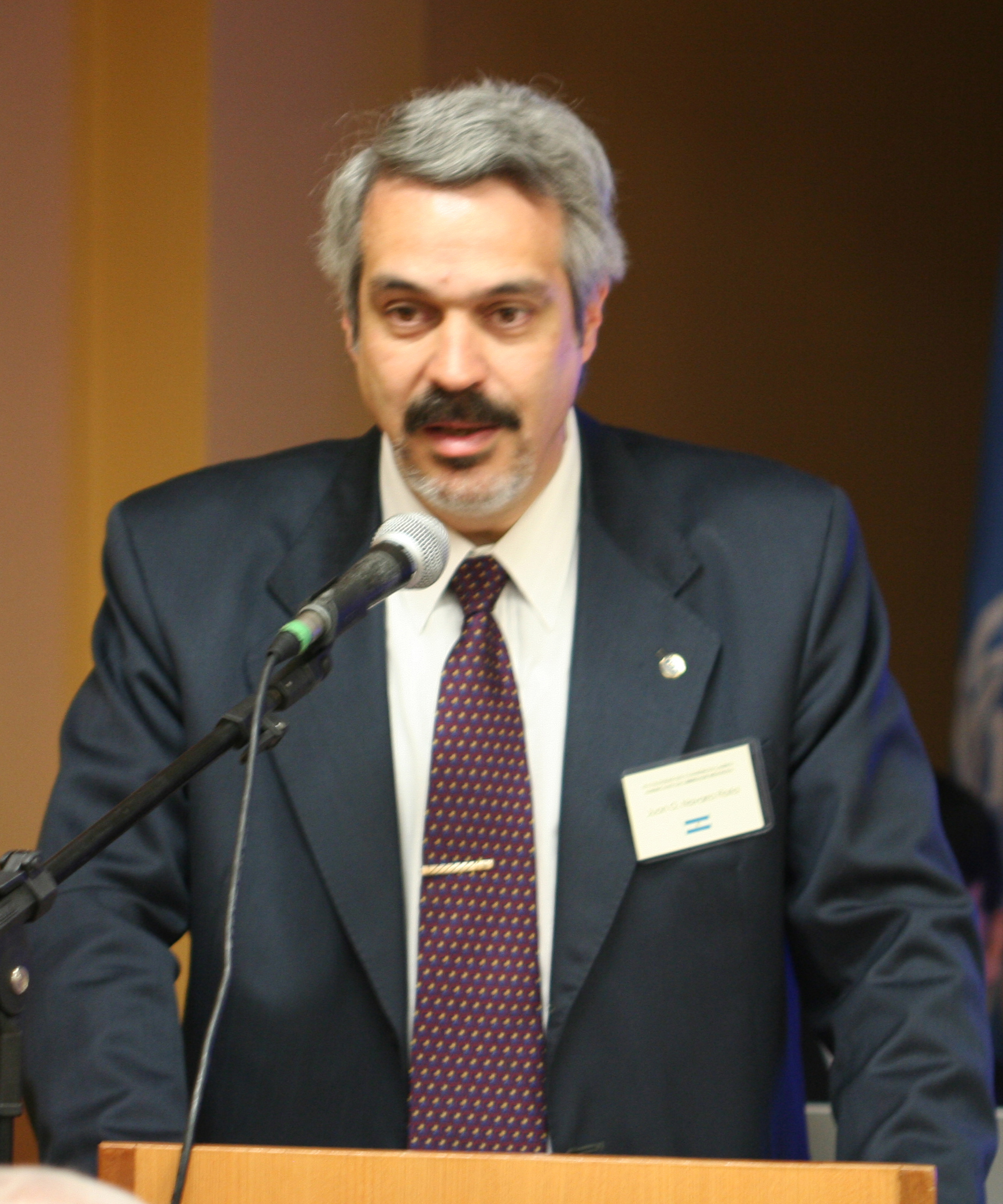
Prof. Juan G. Navarro Floria

Juan Gregorio Navarro Floria (ur. 15 kwietnia 1961 w Buenos Aires, Argentyna) – prezydent Konsorcjum Ameryki Łacińskiej do spraw Wolności Religijnej od 2005 (CLLR).

## Życiorys
- Adwokat, który uzyskał dyplom na Katolickim Uniwersytecie w Buenos Aires (1984), z honorową nagrodą "Editorial El Derecho."
- Profesor nadzwyczajny Nauk Politycznych (UCA, 1985).
- Profesor tytularny Prawa Cywilnego w Instytucie Prawa i Nauk Politycznych (UCA).
- Profesor Prawa Publicznego Kościelnego Argentyńskiego w Instytucie Prawa Kanonicznego w Buenos Aires.
- Członek założyciel Instytutu Prawa kościelnego i Konsorcjum Argentyńskiego do spraw Wolności Religijnej (CALIR).
- Były asesor prawny gabinetu Ministerstwa do Spraw Wyznań (1988-1998 y 1999-2001).
- Członek konseljum redakcyjnego czasopisma "Criterio."
- Autor wielu artykułów, publikowanych w Argentynie i w innych krajach, poświęconych tematyce wolności religijnej.

## Niektóre publikacje
- Religious Freedom in the Argentine Republic: Twenty Years After the Declaration on the Elimination of Intolerance and Religious Discrimination, Brigham Young University, Provo 2002, ss. 341-352.
- Una nueva Ley de Cultos para la Argentina, (CALIR 2003, ss. 171-180). ISBN 950-9431-93-1
- Presencia de los Ministros de Culto en actos o espacios Públicos, (Actas del IV Coloquio del Consorcio Latinoamericano de Libertad Religiosa), Chile 2005, ss. 135-158. ISBN 956-14-0857-0